# Ascorhynchus serratus
Ascorhynchus serratus is een zeespin uit de familie Ascorhynchidae. De soort behoort tot het geslacht Ascorhynchus. Ascorhynchus serratus werd in 1948 voor het eerst wetenschappelijk beschreven door Hedgpeth. 